# Twin Oaks (Missouri)
Twin Oaks ist eine Gemeinde mit dem Status „Village“ im St. Louis County im US-Bundesstaat Missouri. Im Jahr 2020 hatte Twin Oaks 605 Einwohner.

## Geographie
Die Koordinaten von Twin Oaks liegen bei 38°34'0" nördlicher Breite und 90°30'2" westlicher Länge.
Nach Angaben der United States Census 2010 erstreckt sich das Stadtgebiet von Twin Oaks über eine Fläche von 0,70 Quadratkilometer (0,27 sq mi). Das komplette Stadtgebiet befindet sich an Land.
Twin Oaks grenzt im Norden an Manchester und im Süden an den Valley Park.

## Bevölkerung
Nach der United States Census 2010 lebten in Twin Oaks 392 Menschen verteilt auf 177 Haushalte und 107 Familien. Die Bevölkerungsdichte betrug 560,6 Einwohner pro Quadratkilometer (1451,9/sq mi).
Die Bevölkerung setzte sich 2010 aus 97,4 % Weißen, 0,8 % Afroamerikanern, 0,5 % Asiaten, 0,5 % aus anderen ethnischen Gruppen und 0,8 % mit zwei oder mehr Ethnien zusammen. Bei 1,0 % der Bevölkerung handelte es sich um Hispanics oder Latinos. Von den 177 Haushalten lebten in 19,2 % Familien mit Kindern unter 18 und in 51,4 % der Haushalten lebten verheiratete Paare ohne Kinder.
Von den 392 Einwohnern waren 14,3 % unter 18 Jahre, 7,6 % zwischen 18 und 24 Jahren, 21,4 % zwischen 25 und 44 Jahren, 35,4 % zwischen 45 und 64 Jahren und in 21,2 % der Menschen waren 65 Jahre oder älter. Das Durchschnittsalter betrug 49 Jahre und 50,3 % der Einwohner waren männlich.